# Capitanejo (ort i Colombia, Santander, lat 6,53, long -72,70)
Capitanejo är en ort i Colombia.   Den ligger i departementet Santander, i den centrala delen av landet, 260 km nordost om huvudstaden Bogotá. Capitanejo ligger 1 102 meter över havet och antalet invånare är 3 791.
Terrängen runt Capitanejo är bergig söderut, men norrut är den kuperad. Capitanejo ligger nere i en dal. Runt Capitanejo är det ganska tätbefolkat, med 52 invånare per kvadratkilometer. Närmaste större samhälle är Málaga, 19,3 km norr om Capitanejo. Trakten runt Capitanejo består i huvudsak av gräsmarker.